# 도네가와 신야
도네가와 신야(일본어: 利根川 真也, とねがわ しんや, 1982년 11월 22일 ~ 일본 야마나시현 호쿠토시)은 일본의 언론인이며 NHK 소속의 남성 아나운서이다.

## 생애 및 입사
야마나시현 고후시에 위치한 야마나시 학원 중고등학교를 졸업하고 조치 대학을 졸업했다. 2006년에 NHK에 입사했는데 그의 입사 동기로는 다카하시 사토미 아나운서, 와타나베 사와코 아나운서가 있다.
첫 발령지인 NHK 모리오카 방송국에서 아나운서로써 시작했는데 초반에 이와테현 지역의 뉴스 진행과 리포터를 했었다. 이후 NHK 마쓰에 방송국, NHK 사가 방송국을 거쳐서 2019년 4월 개편에 따라 도쿄도에 NHK 방송 센터 아나운서실에서 옮겨서 활동하고 있다.